# Pteris fauriei
Pteris fauriei är en kantbräkenväxtart som beskrevs av Georg Hans Emmo Wolfgang Hieronymus. Pteris fauriei ingår i släktet Pteris och familjen Pteridaceae. Utöver nominatformen finns också underarten P. f. chinensis.

## Bildgalleri

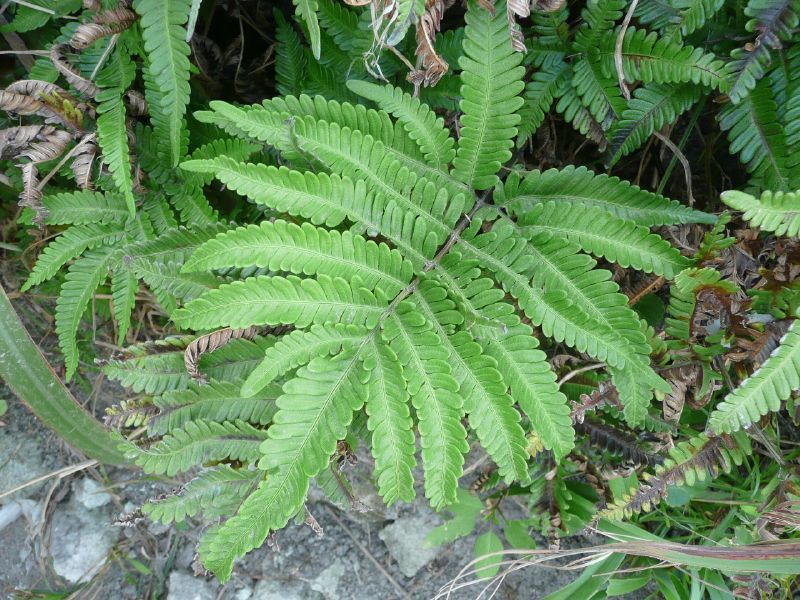